# Ezequiel Bosio
Ezequiel Raúl Bosio (Casilda, Provincia de Santa Fe; 12 de abril de 1985) es un piloto argentino de automovilismo. Iniciado en el ámbito del karting, donde compitió entre 1989 y 1999, debutó profesionalmente en el año 2000 compitiendo en la Fórmula Renault Interprovincial, donde se proclamó subcampeón en el año 2002. Compitió a nivel nacional en distintas categorías argentinas, destacándose principalmente en la Clase 3 del Turismo Nacional, donde se proclamó campeón en el año 2007 y subcampeón en 2008 al comando de un Renault Clio. Fue campeón de la Fórmula Renault Argentina en el año 2004 y logró el subcampeonato en la divisional TC Pista en los años 2005 y 2006. Compitió también en las categorías Turismo Carretera, Turismo Competición 2000 y fue invitado de competencias especiales de Top Race V6 y Stock Car Brasil.

## Bíografía
Nacido en la localidad de Casilda, Provincia de Santa Fe, emigró desde muy pequeño a la localidad cordobesa de Cruz Alta, donde residía el grueso de su familia. Una vez allí, a los cuatro años comenzó a dar forma a su carrera deportiva compitiendo en karting, disciplina donde se desempeñó entre 1989 y 1999, logrando nueve títulos en diferentes categorías.
En el año 2000 tuvo su primer contacto con un automóvil de carreras al debutar en la Fórmula Renault Interprovincial, donde compitió al comando de un chasis Crespi. En esta división se consagró subcampeón en el año 2002, obteniendo pergaminos para poder debutar a nivel nacional. En el año 2003 se estrenó en la Fórmula Renault Argentina, donde tras culminar sexto en su primera temporada completa, obtuvo el título del año 2004 compitiendo para la escudería Ramini, logrando además 4 victorias en esa temporada. Este título le valió una invitación de parte de Renault Sport para desarrollar dos competencias en el Campeonato de Francia Formula Renault para el año 2005. Tras estas dos competencias, retornó a su país donde comenzó a competir en categorías de turismos, al debutar en la divisional TC Pista de la Asociación Corredores de Turismo Carretera, donde debutó al comando de un Dodge Cherokee del equipo de Raúl Echarri, y logrando el subcampeonato en su primera temporada completa. Al mismo tiempo, en esta temporada tuvo su primera incursión dentro de la categoría Turismo Competición 2000, al ser invitado por Guillermo Ortelli para competir en la carrera de los 200 km de Buenos Aires al comando de un Peugeot 307.
A pesar de haberse proclamado subcampeón de TC Pista, en 2006 resolvió continuar compitiendo en esta categoría bajo el ala del mismo equipo y con la misma unidad que obtuiviese el subcampeonato. Al mismo tiempo, fue convocado por el expiloto Rubén Valsagna para competir como piloto titular en el Turismo Competición 2000, al comando de un Chevrolet Astra II, mientras que sobre mitad de temporada se produjo su debut en la categoría que lo tuvo como protagonista durante gran parte de su carrera, al incursionar en la Clase 3 del Turismo Nacional al comando de un Renault Clio del equipo Maquin Parts Racing. Finalmente, su temporada se cerró nuevamente con el subcampeonato del TC Pista y su definitivo ascenso al Turismo Carretera.
La temporada 2007 fue el despegue deportivo de Bosio, ya que en esta temporada se produjo su debut en el Turismo Carretera al comando de un Chevrolet Chevy de la escudería HAZ Racing Team, formando equipo entre otros con Christian Ledesma, quien terminó proclamándose campeón en esta temporada. Sin embargo, la mejor actuación de Bosio terminó llegando en la Clase 3 del Turismo Nacional, donde al comando del Clio del Maquin Parts Racing se proclamó campeón de esta divisional, logrando a su vez su primer título en una categoría de turismos. Como corolario de esta temporada, fue nuevamente invitado a competir en los 200 km de Buenos Aires del Turismo Competición 2000, donde formó parte de la dupla que terminó llevándose la competencia, junto a Juan Manuel Silva al comando de un Honda New Civic.

## Trayectoria
| Año       | Categoría                                          | Automóvil             |
| --------- | -------------------------------------------------- | --------------------- |
| 1989-1999 | Piloto de karts                                    | Karting               |
| 2000      | Debut en Fórmula Renault Interprovincial           | Crespi-Renault        |
| 2001      | Fórmula Renault Interprovincial                    | Crespi-Renault        |
| 2002      | Subcampeón en Fórmula Renault Interprovincial      | Crespi-Renault        |
| 2003      | Debut en Fórmula Renault Argentina                 | Crespi-Renault        |
| 2004      | Campeón Fórmula Renault Argentina                  | Crespi-Renault        |
| 2004      | Fórmula Súper Renault Argentina, 1 carrera         | TOM'S-Renault         |
| 2005      | Debut en Fórmula Renault Francia                   | Tatuus FR2000-Renault |
| 2005      | TC Pista, Debut y Subcampeonato                    | Dodge Cherokee        |
| 2005      | Invitado 200 km de Buenos Aires (debut en TC 2000) | Peugeot 307           |
| 2005      | Fórmula Renault Argentina, 1 carrera               | Crespi-Renault        |
| 2006      | Subcampeón de TC Pista                             | Dodge Cherokee        |
| 2006      | Turismo Competición 2000                           | Chevrolet Astra II    |
| 2006      | Debut en la Clase 3 del Turismo Nacional           | Renault Clio          |
| 2007      | Debut en Turismo Carretera                         | Chevrolet Chevy       |
| 2007      | Invitado 200 km de Buenos Aires de TC 2000         | Honda New Civic       |
| 2007      | Campeón de la Clase 3 del Turismo Nacional         | Renault Clio          |
| 2008      | Turismo Carretera                                  | Chevrolet Chevy       |
| 2008      | Turismo Carretera                                  | Torino Cherokee       |
| 2008      | Subcampeón de la Clase 3 del Turismo Nacional      | Renault Clio          |
| 2009      | Turismo Carretera, 1 carrera                       | Dodge Cherokee        |
| 2009      | Clase 3 del Turismo Nacional                       | Citroën C4 VTS        |
| 2009      | Turismo Competición 2000                           | Honda New Civic       |
| 2009      | Invitado Carrera de la historia del Top Race       | Ford Mondeo II        |
| 2010      | Clase 3 del Turismo Nacional                       | Ford Focus I          |
| 2010      | Turismo Competición 2000                           | Fiat Linea            |
| 2011      | Turismo Carretera                                  | Torino Cherokee       |
| 2011      | Clase 3 del Turismo Nacional                       | Ford Focus I          |
| 2011      | Turismo Competición 2000                           | Fiat Linea            |
| 2012      | Turismo Carretera                                  | Torino Cherokee       |
| 2012      | Subcampeón Clase 3 del Turismo Nacional            | Peugeot 307           |
| 2012      | Subcampeón Clase 3 del Turismo Nacional            | Peugeot 308           |
| 2013      | Clase 3 del Turismo Nacional                       | Peugeot 308           |
| 2014      | Clase 3 del Turismo Nacional                       | Ford Focus II         |
| 2015      | Clase 3 del Turismo Nacional                       | Ford Focus II         |
| 2015      | Stock Car Brasil, invitado                         | Peugeot 408           |
| 2016      | Clase 3 del Turismo Nacional                       | Ford Focus III        |
| 2017      | Clase 3 del Turismo Nacional                       | Ford Focus III        |
| 2018      | Clase 3 del Turismo Nacional                       | Ford Focus III        |
| 2018      | Clase 3 del Turismo Nacional                       | Citroên C4 Lounge     |

- [11][12]

## Resultados

### Turismo Competición 2000
| Año  | Equipo                       | Auto               | 1    | 2   | 3   | 4   | 5   | 6   | 7   | 8   | 9   | 10  | 11  | 12    | 13  | 14  | Res. | Puntos |
| ---- | ---------------------------- | ------------------ | ---- | --- | --- | --- | --- | --- | --- | --- | --- | --- | --- | ----- | --- | --- | ---- | ------ |
| 2005 |                              |                    | BA I | PAR | VIE | SJU | OLA | AG  | CUR | OBE | RAF | SRA | CON | BA II | SL  | GR  | -    | -      |
| 2005 | EF Racing                    | Peugeot 307        |      |     |     |     |     |     |     |     |     |     |     | 5     |     |     | -    | -      |
| 2006 |                              |                    | BA I | OLA | CR  | VIE | SFE | SJU | SRA | RES | CUR | SMM | GR  | BA II | OBE | PAR | -    | 0      |
| 2006 | Edival Racing Team           | Chevrolet Astra II |      |     |     |     |     |     |     | 11  | Ret | 15  | Ret | Ret   | 23† | 22  | -    | 0      |
| 2007 |                              |                    | CR   | GR  | BB  | SMM | SJU | SP  | AG  | SFE | SRA | VIE | BA  | OBE   | SL  | PDE | -    | -      |
| 2007 | Honda Petrobras              | Honda Civic VIII   |      |     |     |     |     |     |     |     |     |     | 1   |       |     |     | -    | -      |
| 2009 |                              |                    | AG   | GR  | OBE | SMM | TRH | RES | BA  | CEN | SFE | SFE | SJU | SJU   | PDF |     | 18.º | 17     |
| 2009 | Bainotti Factory Racing      | Honda Civic VIII   | Ret  | 2   | Ret | 12  | Ret | 16  | Ex. | 19† | 12  | 16  | 15  | 24    | Ret |     | 18.º | 17     |
| 2010 |                              |                    | PDE  | SMM | GR  | AG  | RES | TRH | LR  | SFE | SFE | CEN | OBE | BA    | PDF |     | 20.º | 6,5    |
| 2010 | Scuderia Fiat                | Fiat Linea         | NL   | 17  | Ret | 9   | Ret | Ret | Ret | 24† | 9   | 6   | Ret | Ret   | Ret |     | 20.º | 6,5    |
| 2011 |                              |                    | GR   | SFE | SFE | SMM | SJU | RES | AG  | TRH | LPL | TRE | JUN | PDF   | PAR |     | -    | -      |
| 2011 | Equipo Fiat Oil Combustibles | Fiat Linea         |      |     |     |     |     |     |     |     | 8   |     |     |       |     |     | -    | -      |

#### Copa de Pilotos Privados
| Año  | Equipo                  | Auto             | 1   | 2  | 3   | 4   | 5   | 6   | 7   | 8   | 9   | 10  | 11  | 12  | 13  | Res. | Puntos |
| ---- | ----------------------- | ---------------- | --- | -- | --- | --- | --- | --- | --- | --- | --- | --- | --- | --- | --- | ---- | ------ |
| 2009 |                         |                  | AG  | GR | OBE | SMM | TRH | RES | BA  | CEN | SFE | SFE | SJU | SJU | PDF | 7.º  | 17     |
| 2009 | Bainotti Factory Racing | Honda Civic VIII | Ret | 1  | Ret | 4   | Ret | 5   | Ex. | 11† | 4   | 6   | 5   | 10  | Ret | 7.º  | 17     |

#### Copa Endurance Series
| Año  | Equipo                  | Auto             | 1   | 2   | 3   | Res. | Puntos |
| ---- | ----------------------- | ---------------- | --- | --- | --- | ---- | ------ |
| 2009 |                         |                  | TRH | BA  | PDF | -    | 0      |
| 2009 | Bainotti Factory Racing | Honda Civic VIII | Ret | Ex. | Ret | -    | 0      |
| 2010 |                         |                  | TRH | CEN | BA  | 14.º | 6      |
| 2010 | Scuderia Fiat           | Fiat Linea       | Ret | 6   | Ret | 14.º | 6      |

## Palmarés
| Título     | Categoría                    | Automóvil      | Año  |
| ---------- | ---------------------------- | -------------- | ---- |
| Campeón    | Fórmula Renault Argentina    | Crespi-Renault | 2004 |
| Subcampeón | TC Pista                     | Dodge Cherokee | 2005 |
| Subcampeón | TC Pista                     | Dodge Cherokee | 2006 |
| Campeón    | Clase 3 del Turismo Nacional | Renault Clio   | 2007 |
| Subcampeón | Clase 3 del Turismo Nacional | Renault Clio   | 2008 |
| Subcampeón | Clase 3 del Turismo Nacional | Peugeot 308    | 2012 |